# Лука и Никола (новомученици)
Свети новомученици Лука и Никола су хришћански светитељи. Лука је био кројач по занату. Пострадао је за Христа 1564. године. Никола је пострадао 1776. године.
Српска православна црква слави их 24. априла по црквеном, а 7. маја по грегоријанском календару.